# Okres Benešov
Der Okres Benešov befindet sich im südlichen Teil der Mittelböhmischen Region in Tschechien. Den größten Anteil bilden die Mittelböhmische Höhe (Středočeská pahorkatina) und die Landschaft an der Moldau und der unteren Sázava. Die Meereshöhe des reichlich bewaldeten Gebietes mit vielen Teichen bewegt sich zwischen 200 und 700 m ü. M, der höchste Punkt ist der Berg Mezivrata (713 m ü. M.). Durch den Bau der Talsperren Slapská přehrada an der Moldau und Švihov an der Želivka veränderten viele Flüsse ihr natürliches Flussbett. Die Talsperre Slapská mit 1390 Hektar ist ein Erholungsgebiet und die Talsperre Švihov mit 1400 Hektar dient als Trinkwasserreservoir.
Mit 1475 km² ist der Bezirk der zweitgrößte in der Region. In ihm wohnen rund 92.000 Einwohner in 114 Gemeinden. In den neun Städten Benešov, Neveklov, Pyšely, Vlašim, Votice, Týnec nad Sázavou, Sedlec-Prčice, Bystřice u Benešova, Sázava und Miličín leben 52 % aller Einwohner. Das Durchschnittsalter liegt bei 39,7 Jahren.
Die Gegend hatte früher landwirtschaftlichen Charakter, heute werden vor allem Kartoffeln und Getreide angebaut und Holzwirtschaft betrieben. Nach 1960 siedelte sich Industrie an, vor allem Maschinenbau, Nahrungsmittelindustrie und Elektrotechnik. Zu den größten Arbeitgebern gehören heute die Glasbetriebe Kavalier, a.s. Sázava, Sellier & Bellot, a.s. in Vlašim, TRW Autoelektronika, s.r.o. in Benešov und RABBIT Trhový Štěpánov, a.s.
29 % der Beschäftigten arbeiten im verarbeitenden Gewerbe, 8 % in der Landwirtschaft, beide jedoch mit sinkendem Anteil, wobei der Anteil des tertiären Bereichs steigt. Der durchschnittliche Bruttolohn beträgt 15107 Kronen, etwa 2000 Kronen niedriger als der Kreisdurchschnitt. Die Arbeitslosigkeit liegt bei 4,7 %, das ist die viertniedrigste Quote in Tschechien.

## Sehenswürdigkeiten
Die teils unberührte romantische Landschaft mit vielen Flüssen und Teichen lockt viele Touristen in die Region. Der Naturschutzpark Blaník schützt die alten Kulturen der Landwirtschaft. Naturschutzgebiete befinden sich auch bei Podhrázský rybník, bei Bystřice mit zahlreichen Vogelarten und Ve Studeném, zwei Kilometer von Sázava entfernt mit erhaltenem Urwald.
Zu den historischen Denkmälern gehören das Schloss Konopiště sowie die gotische Burg Český Šternberk, das Barock-Schloss Jemniště, das Renaissance-Schloss Komorní Hrádek und das Schloss Líšno. Daneben gibt es zahlreiche Klöster und Kirchen.
Am 1. Januar 2007 wechselte die Stadt Sedlec-Prčice zum Okres Příbram. Nemíž wurde Ende 2008 nach Tehov eingemeindet.

## Städte und Gemeinden
Benešov – Bernartice – Bílkovice – Blažejovice – Borovnice – Bukovany – Bystřice – Čakov – Čechtice – Čerčany – Červený Újezd – Český Šternberk – Ctiboř – Čtyřkoly – Děkanovice – Divišov – Dolní Kralovice – Drahňovice – Dunice – Heřmaničky – Hradiště – Hulice – Hvězdonice – Chářovice – Chleby – Chlístov – Chlum – Chmelná – Chocerady – Choratice – Chotýšany – Chrášťany – Jankov – Javorník – Ješetice – Kamberk – Keblov – Kladruby – Kondrac – Kozmice – Krhanice – Krňany – Křečovice – Křivsoudov – Kuňovice – Lešany – Libež – Litichovice – Loket – Louňovice pod Blaníkem – Lštění – Maršovice – Mezno – Miličín – Miřetice – Mnichovice – Mrač – Načeradec – Nespeky – Netvořice – Neustupov – Neveklov – Olbramovice – Ostrov – Ostředek – Pavlovice u Vlašimi – Petroupim – Popovice – Poříčí nad Sázavou – Postupice – Pravonín – Přestavlky u Čerčan – Psáře – Pyšely – Rabyně – Radošovice – Rataje – Ratměřice – Řehenice – Řimovice – Sázava – Šetějovice – Slověnice – Smilkov – Snět – Soběhrdy – Soutice – Stranný – Strojetice – Struhařov – Střezimíř – Studený – Tehov – Teplýšovice – Tichonice – Tisem – Tomice – Trhový Štěpánov – Třebešice – Týnec nad Sázavou – Václavice – Veliš – Vlašim – Vodslivy – Vojkov – Votice – Vracovice – Vranov – Vrchotovy Janovice – Všechlapy – Vysoký Újezd – Xaverov – Zdislavice – Zvěstov